# Hadersdorf-Weidlingau
Hadersdorf-Weidlingau ist ein Teil des 14. Wiener Gemeindebezirks (Penzing), der vor 1938 eine eigenständige Gemeinde war.

## Geographie

Hadersdorf und Umgebung um 1872 (links außen, Aufnahmeblatt der Landesaufnahme)

Hadersdorf-Weidlingau besteht aus zwei Katastralgemeinden: der Katastralgemeinde Hadersdorf im Norden (Mauerbachstraße inklusive Augustinerwald, Vorderhainbach und Hinterhainbach, Cottage-Viertel, oberes Halterbachtal mit Siedlungen „Knödelhütte“ und „Jägerwald“) und der Katastralgemeinde Weidlingau im Südwesten (Hauptstraße, Josef-Palme-Platz, Wurzbachtal, Auhof-Center). Zu Hadersdorf gehört auch Mariabrunn (beim ehemaligen Kloster und der Pfarrkirche) im Süden, gelegentlich wird das als eigener Ortsteil empfunden. Teilweise gehört es zur Katastralgemeinde Hadersdorf, teilweise aber zur Katastralgemeinde Auhof, die zum überwiegenden Teil im 13. Gemeindebezirk Hietzing liegt. Hadersdorf (2106,37 ha), Weidlingau (93,47 ha) und der Penzinger Teil von Auhof (22 ha) erstrecken sich gemeinsam über eine Fläche von 2221,84 ha. Hadersdorf-Weidlingau bildet ferner einen eigenen, aus vier Zählsprengeln bestehenden Zählbezirk der amtlichen Statistik, dessen Grenzverlauf jedoch weder mit jenen der heutigen Katastralgemeinden noch mit jenem der ehemals selbstständigen Gemeinde Hadersdorf-Weidlingau ident ist.
Hadersdorf-Weidlingau (im Volksmund auch HaWei genannt) liegt im Wienerwald am westlichen Stadtrand von Wien und grenzt an die niederösterreichischen Gemeinden Purkersdorf, Mauerbach und Klosterneuburg an. Durch seine Lage im Wienerwald ist es Ausgangspunkt vieler städtischer Wanderwege. Durch Hadersdorf-Weidlingau fließen sowohl der Mauerbach als auch der Wienfluss. Im östlichen Ortsgebiet von Hadersdorf-Weidlingau (Richtung Wien) befindet sich das sogenannte Sumpfgebiet. Hier handelt es sich um das große Retentionsbecken Auhof im Mündungsbereich von Wienfluss und Mauerbach, das die Stadt Wien im Falle von Hochwasser vor Überflutungen schützen soll. Südlich des Ortsgebiets befindet sich der Lainzer Tiergarten, ein Naherholungsgebiet der Wiener.
Mariabrunn und die Gegend westlich davon entlang der Hauptstraße wird von der Stadt Wien als bauliche Schutzzone definiert.

## Geschichte

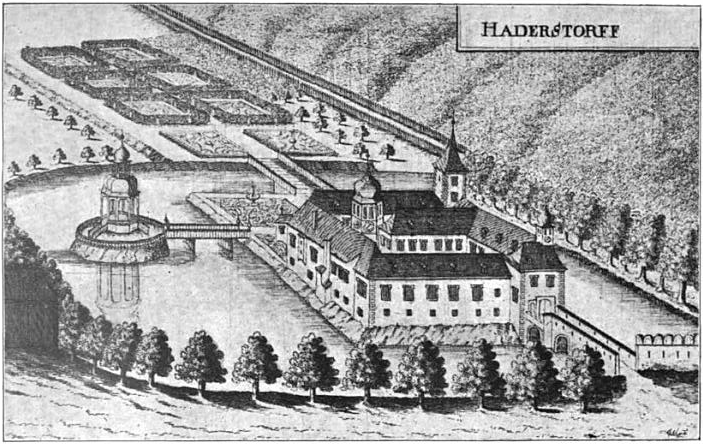
Hadersdorf und Schloss Laudon, aus Georg Mathaeus Vischers Topographia Archiducatus Austriae inferioris 1672

Im Gebiet von Hadersdorf-Weidlingau wurden zahlreiche Funde aus der Römerzeit gemacht, was auf eine Besiedelung beziehungsweise auf eine Römerstraße, vermutlich Richtung Tulln, schließen lässt. Zur Zeit der Völkerwanderung gab es in Hadersdorf auf dem Buchberg eine kleine Awarensiedlung. Noch heute kann man einen erodierten Wall um den Berg herum erkennen. Während des Baus des Wasserbehälters in der Buchbergstraße in den 1970er Jahren wurden Funde von dieser Siedlung gemacht.
Im 12. Jahrhundert wird Hadersdorf erstmals erwähnt. In einer Urkunde im Stift Klosterneuburg wird von Hedrichsdorf gesprochen. In dieser Zeit entstand wahrscheinlich auch eine Wehranlage an der Stelle des heutigen Schloss Laudon. Diese Wehranlage wurde wie der Ort und die Pfarrkirche bei der Ersten Wiener Türkenbelagerung 1529 zerstört. In den Jahren danach entstand ein Schloss auf den Resten dieser Wehranlage und sollte in den folgenden Jahrhunderten mehrmals umgebaut werden und später durch Feldmarschall Laudon erworben werden.
Von 1639 bis 1655 entstanden die barocke Pfarrkirche Mariabrunn und das Kloster Mariabrunn. In der Kirche wurden bei Renovierungsarbeiten um 1995 bemerkenswerte Fresken entdeckt, welche in den letzten Jahren restauriert wurden. Im Klostergebäude befand sich ab 1813 die k. k. Forstlehranstalt und befindet sich heute die Bundesforstanstalt. Das Ortsbild war damals geprägt durch Bauernhäuser, Mühlen (am Mauerbach bei Mariabrunn) und Häusern von Holzarbeitern, die im waldreichen Wienerwald Holz für Wien schlugen.
Ein Denkmal für den Erfinder der Schiffsschraube Josef Ressel steht hier, da er die Forstakademie hier 1816 abschloss.

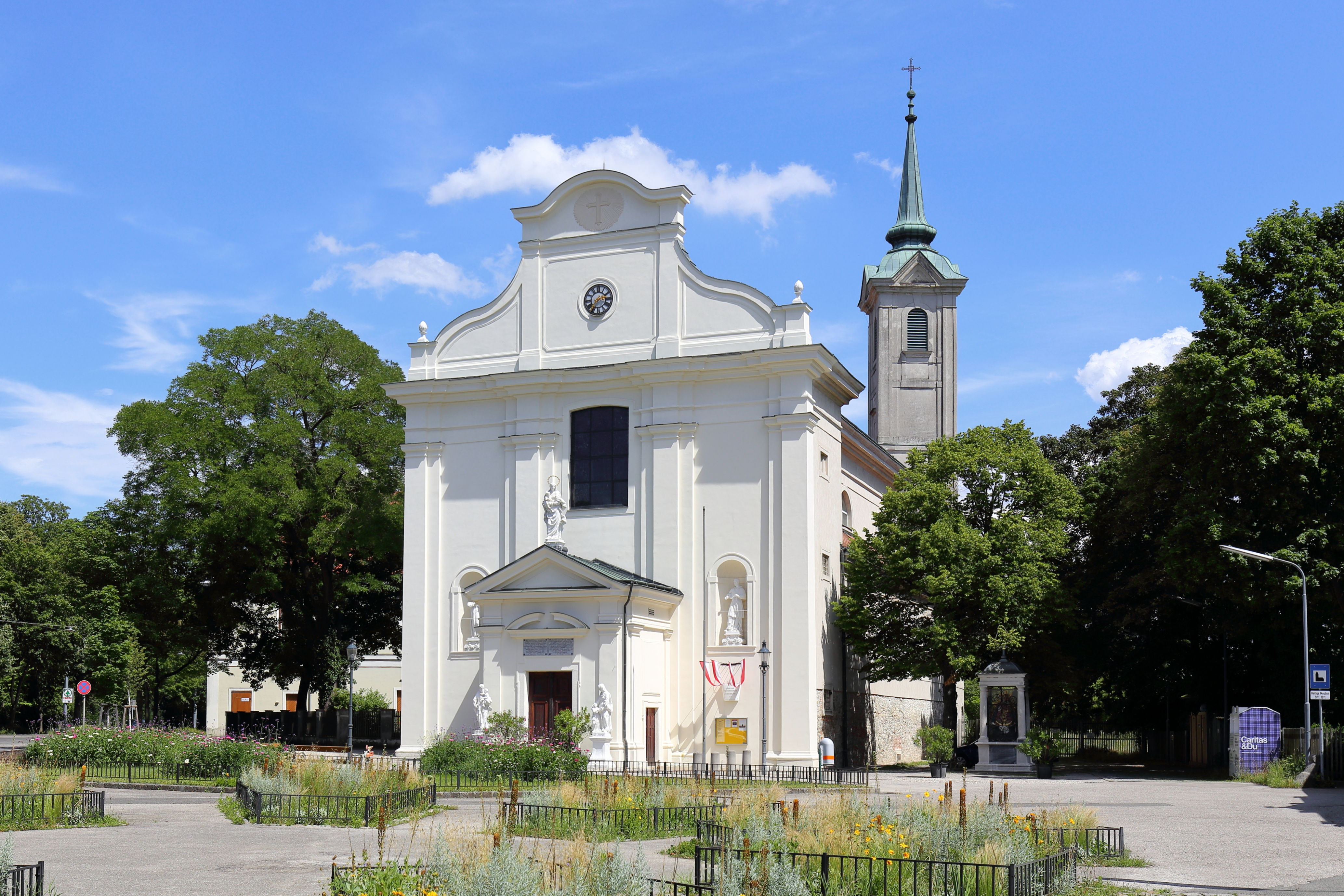
Pfarr- und Wallfahrtskirche Mariabrunn

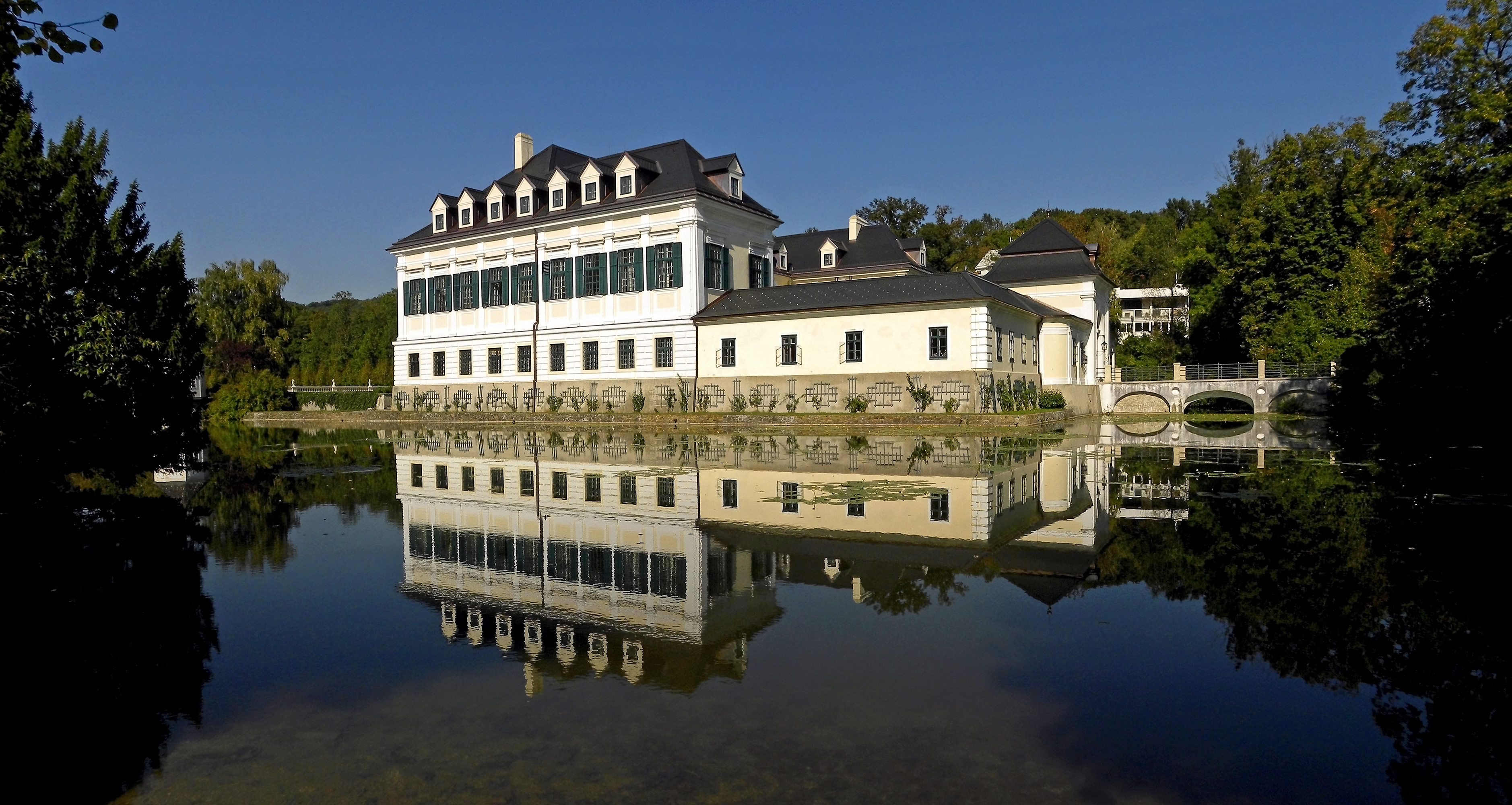
Schloss Laudon

Im Jahr 1679 wütete die Pest in Wien und auch in Hadersdorf. Heute erinnert daran die Pestsäule an der Hadersdorfer Hauptstraße nahe Wolf in der Au.
1715 entstand das Ledererschlössel mit seinem Barockgarten am Fuß des Mühlberges in Weidlingau. Dieses Lusthaus wurde von Johann Bernhard Fischer von Erlach erbaut und 1973 für den Bau des Kinderheimes „Stadt des Kindes“ abgerissen.
In der Mitte des 18. Jahrhunderts erfolgte der Umbau des Schlosses Laudon zu seiner heutigen Form. Dieses Schloss ist ein historisch interessantes Baudenkmal in Hadersdorf, da es das einzige Wasserschloss im Wiener Stadtgebiet ist. Nach seinem siegreichen Feldzug gegen die Türken erwarb 1779 Feldmarschall Ernst Gideon von Laudon das Schloss und gab ihm seinen heutigen Namen. Auf seinem damaligen Anwesen erbaute er sich ein Denkmal, den sogenannten Türkenstein (auf dem zum Teil der Feldzug bildlich dargestellt wird) sowie zwei Grabmäler, eines am Hügel bei der Salzwiese, eines unten im Tal an der Mauerbachstraße.
Die Gemeinden Hadersdorf, Weidlingau, Mariabrunn und Auhof wurden 1851 zur niederösterreichischen Wienerwaldgemeinde Hadersdorf-Weidlingau vereinigt. In dieser Zeit – auch bedingt durch den Bau der Westbahn – wurde Hadersdorf-Weidlingau zu einem beliebten Zweitwohnsitz. Wohlhabende Städter bauten Villen im typischen Wienerwaldstil. Von diesen Villen sind noch einige erhalten (Buchberg und Loudonstraße, Cottage-Viertel), allerdings wurden manche in den letzten Jahrzehnten stark verändert.
Der heutige Friedhof Hadersdorf-Weidlingau wurde 1875 geweiht. Um 1900 entstanden bei Mariabrunn im Zuge der Wienflussregulierung große Wehranlagen und Retentionsbecken.
Nach dem „Anschluss Österreichs“ an NS-Deutschland im Jahr 1938 wurde der Ort als Teil des neugeschaffenen 14. Bezirks Penzing nach Groß-Wien eingegliedert. Nach dem Zweiten Weltkrieg verblieb dieser Bezirksteil bei Wien, hat allerdings seinen dörflichen Charakter bewahrt.

## Verkehr
1858 wurde die Westbahn durch Hadersdorf-Weidlingau gebaut. Es entstanden zwei Haltestellen: Hadersdorf-Weidlingau (heute: Wien Hadersdorf) und Weidlingau-Wurzbachtal (heute: Wien Weidlingau).
Veranlasst durch den Bau der Wiener Stadtbahn zu Beginn des 20. Jahrhunderts, wurde der Bahnhof Hadersdorf-Weidlingau zu einem fünfgleisigen Bahnhof ausgebaut, wobei zwei Gleise für den Nahverkehr und drei Gleise für den Fernverkehr reserviert waren (ein Durchfahrtsgleis). Das große Aufnahmsgebäude des Bahnhofs befand sich in der Bahnstraße (beim ehemaligen Gasthaus Kirschenhofer) und ähnelte dem noch heute existierenden Bahnhof Tullnerbach-Pressbaum. Auf dem Westbahnabschnitt zwischen Unter-Purkersdorf und Hütteldorf-Hacking (heute Wien Hütteldorf) gab es damals gute Nahverkehrsanbindung mit dem sogenannten Purkersdorfer Pendler, der tagsüber sogar im 15-Minuten-Takt verkehrte. Das Bahnhofsgebäude wurde Ende der 1970er Jahre abgerissen. Lediglich der Mittelbahnsteig mit seiner interessanten Stahlkonstruktion überlebte bis heute (allerdings stark renoviert und modernisiert).
Hadersdorf-Weidlingau hat Anschluss an das Netz der S-Bahn Wien (Linie S50 in den Haltestellen Wien Hadersdorf und Wien Weidlingau). Zu Auhof gehört die weiter östlich befindliche Haltestelle Wolf in der Au. Darüber hinaus verkehren mehrmals pro Stunde Buslinien vom Bahnhof Hütteldorf (u. a. die Linien 50A, 50B, 450, 451 und 453). Seit dem 26. März 2006 fahren am Wochenende halbstündlich Nachtbusse über Hadersdorf nach Auhof (Linie N49).
Seit der Eröffnung des Lainzer Tunnel befindet sich unter Hadersdorf ein Abzweigknoten („Weichenhalle“).
Weiters gibt es auch einige Radwege: einen nach Purkersdorf (zwischen Wienfluss und Westbahn durch den Christkindlwald) und zwei Radwege nach Wien (der eine entlang der Mauer des Lainzer Tiergartens zur Auhofstraße im 13. Bezirk und der andere ab Wolf in der Au entlang der Westbahn, danach entlang des Wienflusses nach Hütteldorf bzw. Hietzing).
In Hadersdorf-Weidlingau befindet sich bei der 2014 geschlossenen Autobahnstation Auhof der Anfang der Westautobahn A1.

## Persönlichkeiten
- Peter Cornelius (* 1951), Liedermacher, Sänger und Gitarrist
- Alois Czedik von Bründlsberg und Eysenberg (1830–1924), Eisenbahndirektor, Politiker
- Heimito von Doderer (1896–1966), Schriftsteller
- Walter Honeder (1906–2006), Maler und Grafiker
- Eugen Guido Lammer (1863–1945), Alpinist und Schriftsteller
- Hans Lukesch (1901–1994), NSDAP-Politiker
- Leopold Carl Müller (Dresden 1834–1892 Weidlingau), Orientmaler
- Josef Palme (1859–1935), Bürgermeister von Hadersdorf 1919–1921 und 1929–1934
- Rudolf Stiassny (1883–1943), Schauspieler und Regisseur
- Friedrich Wiesner (1871–1951), Jurist und Diplomat
- Otto Wutzel (1918–2013), Kunsthistoriker und Beamter

## Ehrenbürger
Die Gemeindevertretung hat in der Sitzung vom 12. Dezember 1900 einstimmig beschlossen, Emil Hardt, in Anerkennung seiner zahlreichen Wohltätigkeiten, mit Wirksamkeit vom 23. Dezember 1900 das Ehrenbürgerrecht zu verleihen.